# Chelidonichthys cuculus
Espèce
Le grondin rouge (Chelidonichthys cuculus) est une espèce de poissons marins appartenant à la famille des Triglidae. On lui connaît les noms vernaculaires suivants : grondin pin, gros cabot, rougeot anglais (mer du Nord), tombe, mouline (Manche), galinette, grondin rosemuloina (Atlantique), galinetta, caraman, granou (Méditerranée).

## Pêche
Le grondin en général se pêche à l'appât naturel. L'appât roi varie selon les régions. Le plus souvent, on retrouvera un beau ver arénicole, ou une néréide. Parfois aussi un crabe mou, ou plusieurs coques sur le même hameçon.